# Olga Kuzhela
Olga Petrovna Kuzhela (Leningrado, 29 de agosto de 1985) é uma nadadora sincronizada russa, campeã olímpica.

## Carreira
Olga Kuzhela representou seu país nos Jogos Olímpicos de 2008, ganhando a medalha de ouro por equipes. 